# Acervo Municipal de Artes Plásticas de Caxias do Sul

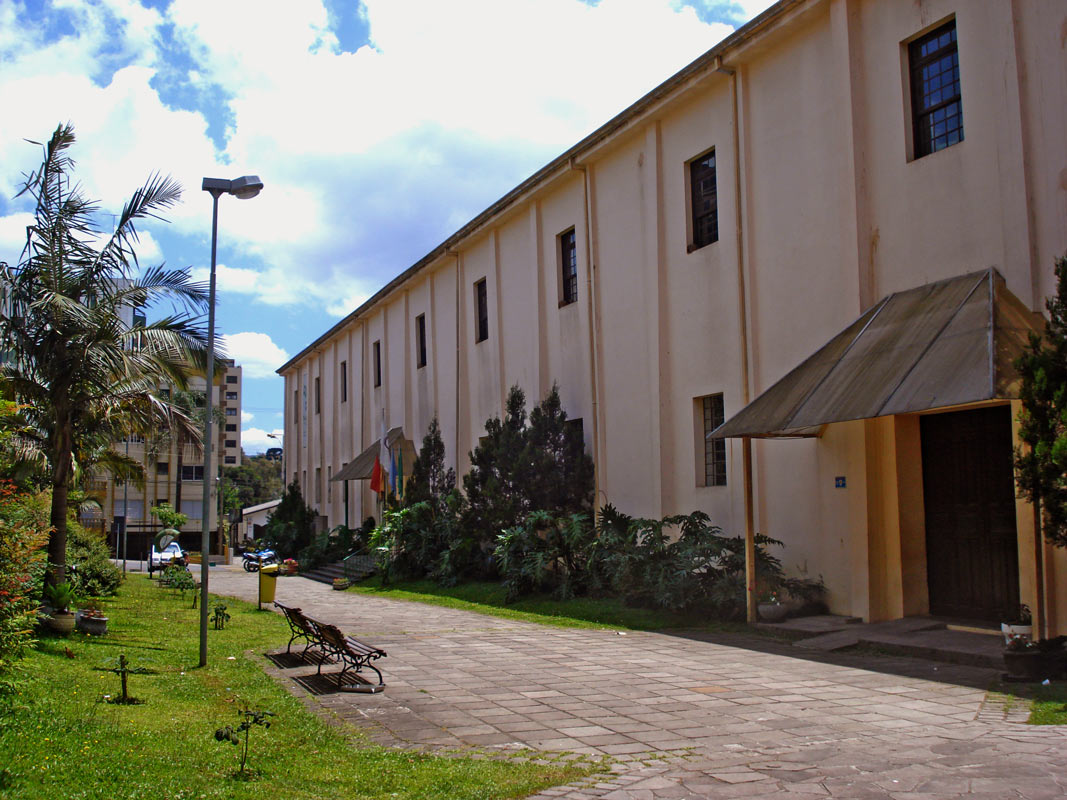
Detalhe do Centro Municipal de Cultura

O Acervo Municipal de Artes Plásticas de Caxias do Sul (AMARP) é uma coleção pública de arte, funcionando como um departamento da Prefeitura de Caxias do Sul, no Brasil, e tendo sua sede no Centro Municipal de Cultura Dr. Henrique Ordovás Filho.
O AMARP foi criado através do decreto nº 11.774 de 7 de maio de 2004, nascendo como o sucessor da antiga Pinacoteca Aldo Locatelli mantida pelo Museu Municipal desde 1975, cuja coleção a esta altura estava dispersa em vários locais. Contudo, o Centro Municipal de Cultura não tinha um espaço adequado para essas obras, sendo depositadas em locais improvisados e ficando sujeitas à umidade e infestações de pragas.
Para remediar essa situação, em 2005, contando com a assessoria do Museu de Arte do Rio Grande do Sul, foram definidos parâmetros técnicos e escolheu-se um novo local para uma reserva técnica com climatização, espaço administrativo e equipamentos de conservação, inaugurada em 2010. As obras incluíram a reforma e climatização da galeria de arte do Centro Municipal de Cultura, a fim de possibilitar a exposição segura do acervo.
Desde sua origem os artistas que expõem nos espaços municipais de arte são obrigados a doar uma obra para o AMARP. Tem uma coleção de mais de mil obras em gravura, pintura, escultura, fotografia, vídeo, objeto, livros de artista e desenho, principalmente de artistas locais. Não mantém uma exposição permanente mas desenvolve um calendário regular de exposições temporárias e projetos educativos, é filiado ao Sistema Estadual de Museus e está integrado à programação do Instituto Brasileiro de Museus, sendo importante instrumento para a educação da população e para a preservação da história das artes caxienses. Segundo matéria de Laudir Dutra, "conservando a produção artística da cidade ao longo da história, o AMARP é composto por obras de artes em variados gêneros e linguagens de artistas que integraram o contexto cultural de Caxias do Sul e de outras cidades, possibilitando que a comunidade e as gerações futuras, tenham acesso a esse patrimônio para a compreensão do processo artístico local".